# Federico Confalonieri

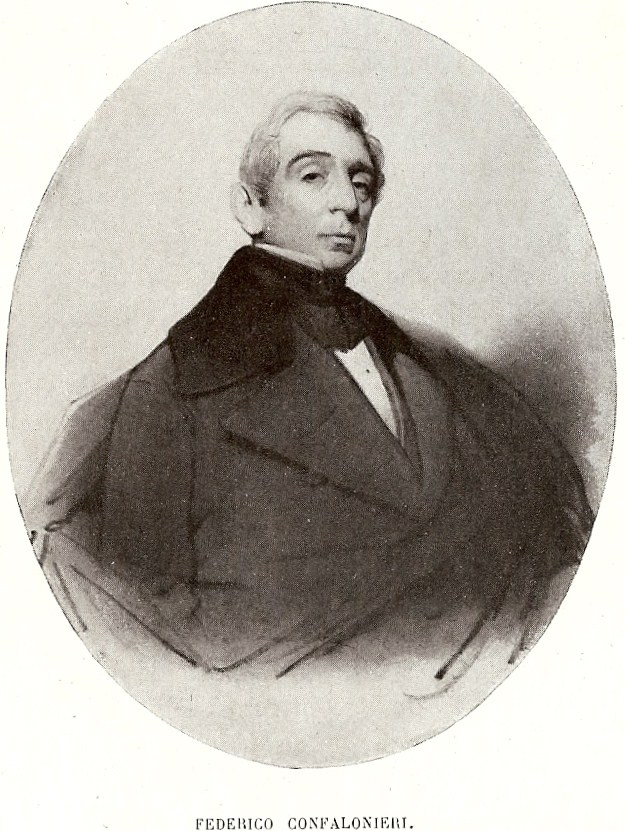
Federico Confalonieri

Federico Confalonieri (* 6. Oktober 1785 in Mailand; † 10. Dezember 1846 in Hospental) war ein italienischer Politiker, Patriot und Freimaurer.

## Leben
Die Familie Confalonieri war zwar erst gegen Ende des 17. Jahrhunderts geadelt worden, war aber bereits im 18. Jahrhundert in Mailand sehr angesehen. Die Adelsfamilie besaß ausgedehnte Ländereien. Federico Confalonieri heiratete 1806 Teresa Casati. Das Paar hatte ein Kind, das bald starb.
Obwohl der junge Federico Confalonieri keinen Hehl aus seiner Abneigung gegen Napoleon machte, war er Senator im napoleonischen Königreich Italien unter dem Vizekönig von Italien Eugène de Beauharnais. Im April 1814 mit dem Zusammenbruch dieses Königreichs von Napoleons Gnaden konnte Confalonieri zum ersten Mal politisch aktiv werden. Er forderte ein Oberitalien – unabhängig von den Franzosen und Österreichern. Es kam anders. Die Lombardei wurde eine Provinz des Kaisers von Österreich. Zudem war Confalonieris Karriere als Politiker von einem Verdacht überschattet worden. Er solle, so hatte es geheißen, die Ermordung des Mailänder Finanzministers Prina angestiftet haben. Nachdem er sich gegen den Vorwurf schriftlich gewehrt und dabei seine politische Unabhängigkeit hervorgekehrt hatte, wurde er vom Kaiser Franz um 1815 zeitweise auf seine Güter verbannt. Den Österreichern war ein ehemaliger Senator unter Napoleon ohnehin suspekt.
Zusammen mit dem Mailänder Grafen Luigi Porro Lambertenghi forcierte Confalonieri die Einführung technischer Errungenschaften – zum Beispiel die Dampfmaschine und die Gasbeleuchtung – nach englischem Vorbild in Oberitalien. Mit Lambertenghi gab Confalonieri auch am 3. September 1818 die Zeitschrift Il Conciliatore heraus. Das politische Blatt wurde ein Jahr darauf von der österreichischen Zensur verboten. Confalonieri hatte sich 1814 auf Reisen durch England, Frankreich und die Schweiz das dortige Bildungswesen angesehen und wurde auf diesem Sektor in der Lombardei aktiv.
Der lombardische Adel war den Österreichern größtenteils zugetan. Confalonieri – ein Gegner der Ausländer – sah in dem liberal denkenden Piemonteser Karl Albert einen potentiellen italienischen Gegner der Österreicher. Auf die revolutionären Ereignisse 1820 in Neapel reagierten die Österreicher im Herbst desselben Jahres unter anderen mit der Festnahme zweier politischer Mitstreiter Confalonieris: Piero Maroncelli und  Silvio Pellico wurden angeklagt. Graf Lambertenghi floh im April 1821. Confalonieri blieb und wurde am 13. Dezember 1821 auf Grund belastender Aussagen des bereits am 4. Dezember verhafteten Giorgio Pallavicino inhaftiert. Der Prozess in Mailand dauerte bis zum November 1823. Federico Confalonieri wurde als Hochverräter zum Tode verurteilt.
Teresa wurde mit ihrer Bitte um Aufhebung des Todesurteils beim Kaiser nicht vorgelassen. Dennoch ließ der Herrscher Gnade vor Recht ergehen; vermutlich auf Anraten seiner Frau, der Kaiserin. Fluchtversuche aus der Brünner Festung Spielberg, von Freunden, Verwandten sowie gutmütigen Österreichern vorbereitet und begünstigt, kamen nie zur Ausführung, weil Confalonieri partout nicht fliehen wollte. Im Jahr 1835 kam mit dem Tod des Kaisers nach zwölf Jahren Festungshaft die Freiheit. Der Graf verließ den Spielberg als kranker, gebrochener Mann.
Mit Verlust der Bürgerrechte wurde Confalonieri nach Amerika zwangsdeportiert. Am 29. November 1836 bestieg er ein Schiff in Triest und landete drei Monate später in New York. In Amerika wurde Confalonieri als Freiheitsheld gefeiert. Als er 1837 nach Europa zurückkehrte, durfte er aus Rücksicht der jeweiligen Regierung auf Österreich weder in Frankreich noch in der Schweiz bleiben. In Vichy bewohnten Confalonieri und Pallavicino zwar dasselbe Hotel, doch zu einer Versöhnung der beiden kam es nicht.  Als Pius IX. 1846 die italienischen Patrioten endlich amnestierte, eilte der schwerkranke Confalonieri aus Paris heim und verstarb unterwegs in Hospental am Gotthard.
An der Seite von Teresa liegt der Graf im Mausoleum Casati in lombardischer Erde begraben.